# ریگ‌آباد (سیرجان)
ریگ‌آباد یک روستا در ایران است که در دهستان شریف‌آباد (سیرجان) واقع شده‌است.